# Biadaszki (powiat kępiński)
Biadaszki – wieś w Polsce położona w województwie wielkopolskim, w powiecie kępińskim, w gminie Łęka Opatowska, przy drodze lokalnej Opatów – Świba, ok. 5 km na wschód od Kępna.
W latach 1975–1998 miejscowość administracyjnie należała do województwa kaliskiego.